# Dobri Dol, Kiustendil
Dobri Dol (în bulgară Добри Дол) este un sat în comuna Trekleano, regiunea Kiustendil,  Bulgaria. 

## Demografie
Componența etnică a satului Dobri Dol
     Bulgari (96,42%)
     Nicio identificare (3,57%)
     Altele (0%)
La recensământul din 2011, populația satului Dobri Dol era de 28 locuitori. Din punct de vedere etnic, majoritatea locuitorilor (96,42%) erau bulgari. Pentru 3,57% din locuitori nu este cunoscută apartenența etnică.